# Riksdagsutskott (Sverige)
Ett riksdagsutskott är en organisatorisk enhet i riksdagen, med lägst 15 riksdagsledamöter och ett kansli i respektive utskott.

## Utskottens historia
Systemet med utskotten har funnits sedan 1603. Utskott nämns först uttryckligen i 1719 års regeringsform artikel tolv (sekreta utskottet), och 37. I artikel tolv fastställs sekreta utskottets sammansättning: ridderskapet och adelen gör ett utskott af tjugufyra personer, presterskapet af tolv och sammaledes borgareståndet af tolf deras ledamöter.  I det sekreta utskottet hade normalt inte bondeståndet tillträde. Deputation var det allmänt förekommande namnet på de svenska riksdagsutskotten under frihetstiden (1719—72), till exempel Barnhus- och Hospitals-Deputationen.
Utskottens funktion var ursprungligen att samla riksdagsmän över ståndsgränserna för att behandla frågor av särskilt känslig art.

## Utskottens organisation
Till utskotten väljs ordföranden och viceordföranden bland riksdagsledamöterna, i regel med acklamation, och de brukar vara fördelade mellan regeringsunderlag parti och opposition. Enligt praxis fördelas ordförandeposterna mellan riksdagens partier i proportion till deras mandat i riksdagen och efter samråd med partistyrelserna. Partifördelningen av riksdagsledamöter i utskotten avspeglar i möjligaste mån partiernas riksdagsmandat. I varje utskott finns 17 folkvalda riksdagsledamöter.
Riksdagens förvaltning väljer sekreterare, och till varje utskott finns ett kansli av anställda tjänstemän som hjälper ledamöterna att skriva betänkanden. Anställningarna är oberoende av riksdagsvalen, och tjänstemännen behåller sina tjänster även vid förändrat mandatförhållande efter riksdagsval.

## Arbetet i utskotten
Utskottens uppgifter regleras i regeringsformen och riksdagsordningen som föreskriver att de ska avgiva betänkande i ärenden som hänvisas dit, bl.a. regeringens propositioner, och att de har rätt att väcka förslag hos riksdagen, så kallade utskottsinitiativ. Innan riksdagen fattar ett beslut, tar utskotten ställning efter att ha utrett frågan. Ofta börjar utskottsarbetet med att regeringen har skrivit en proposition som utskottets ledamöter tar upp i sina respektive partigrupper, och skriver följdmotioner.
Utskotten sammanträder på tisdagar och torsdagar. Sammanträdena är stängda för allmänhet och massmedia. Vid sammanträdena presenterar en tjänsteman ärendet, och riksdagsledamöterna diskuterar propositionen och relevanta motioner. Ofta behövs flera möten innan ledamöterna kan enas om ett förslag till riksdagsbeslut, och ofta reserverar sig utskottsminoriteten (oppositionen) i betänkandena. Betänkandena är offentliga. Efter att betänkandet avgivits förs det upp på kammarens föredragningslista. 
Under senare år har utskotten börjat följa upp riksdagens beslut, och utvärderar beslutens resultat. Numera för dessutom utskotten öppna utfrågningar, då experter och relevanta representanter för frågan, svarar på ledamöternas frågor för att öka ledamöternas kunskap.

## Nuvarande utskottsordförande
| Utskott                       | Ordförande             | Ordförande          | Ordförande | Första vice ordförande    | Första vice ordförande | Första vice ordförande |
| ----------------------------- | ---------------------- | ------------------- | ---------- | ------------------------- | ---------------------- | ---------------------- |
| Arbetsmarknadsutskottet       | Magnus Persson         | Sverigedemokraterna | 2022–      | Teresa Carvalho           | Socialdemokraterna     | 2022–                  |
| Civilutskottet                | Malcolm Momodou Jallow | Vänsterpartiet      | 2022–      | Mikael Eskilandersson     | Sverigedemokraterna    | 2022–                  |
| Finansutskottet               | Edward Riedl           | Moderaterna         | 2022–      | Mikael Damberg            | Socialdemokraterna     | 2022–                  |
| Försvarsutskottet             | Peter Hultqvist        | Socialdemokraterna  | 2022–      | Lars Wistedt              | Sverigedemokraterna    | 2023–                  |
| Justitieutskottet             | Richard Jomshof        | Sverigedemokraterna | 2022–      | Ardalan Shekarabi         | Socialdemokraterna     | 2022–                  |
| Konstitutionsutskottet        | Ida Karkiainen         | Socialdemokraterna  | 2022–      | Erik Ottoson              | Moderaterna            | 2022–                  |
| Kulturutskottet               | Mats Berglund          | Miljöpartiet        | 2024–      | Robert Hannah             | Liberalerna            | 2022–                  |
| Miljö- och jordbruksutskottet | Emma Nohrén            | Miljöpartiet        | 2022–      | Kjell-Arne Ottosson       | Kristdemokraterna      | 2022–                  |
| Näringsutskottet              | Tobias Andersson       | Sverigedemokraterna | 2022–      | Elisabeth Thand Ringqvist | Centerpartiet          | 2022–                  |
| Skatteutskottet               | Niklas Karlsson        | Socialdemokraterna  | 2022–      | Per Söderlund             | Sverigedemokraterna    | 2022–                  |
| Socialförsäkringsutskottet    | Viktor Wärnick         | Moderaterna         | 2024–      | Ida Gabrielsson           | Vänsterpartiet         | 2022–                  |
| Socialutskottet               | Christian Carlsson     | Kristdemokraterna   | 2022–      | Fredrik Lundh Sammeli     | Socialdemokraterna     | 2022–                  |
| Trafikutskottet               | Ulrika Heie            | Centerpartiet       | 2022–      | Thomas Morell             | Sverigedemokraterna    | 2022–                  |
| Utbildningsutskottet          | Fredrik Malm           | Liberalerna         | 2022–      | Åsa Westlund              | Socialdemokraterna     | 2022–                  |
| Utrikesutskottet              | Aron Emilsson          | Sverigedemokraterna | 2022–      | Morgan Johansson          | Socialdemokraterna     | 2022–                  |